# 蒙育瓦縣
蒙育瓦縣為緬甸實皆省轄下的縣，其區域面積為3,479.9平方公里，2014年人口757,358人。該縣下分4個市鎮。蒙育瓦為該縣之首府。

## 市鎮
以下為蒙育瓦縣市鎮：
- 阿亞道鎮（Ayadaw Township）
- 布德林鎮（Budalin Township）
- 羌烏鎮（Chaung-U Township）
- 蒙育瓦鎮（Monywa Township）